# Zoysia matrella
Classification APG III (2009)
Espèce
Zoysia matrella, communément appelée herbe de Manille, est une espèce de plante herbacée vivace de la famille des Poaceae formant des tapis. Originaire des régions tempérées côtières du sud-est de l'Asie et du nord de l'Australasie.
Zoysia matrella a pour synonymes : 
- Agrostis matrella L.[1]
- Zoysia pungens Willd. (1801)
- Zoysia tenuifolia Willd. ex Thiel (1834)[2]

Cette espèce porte d'autres noms communs selon les régions tels que : korean grass, manila templegrass, siglap grass (d'après une région de Singapour), temple grass, Herbe des Mascareignes, harishiba, hierba Manila (en espagnole), tapis japonais, jukut kakawatan hijau en (indonésien), rebha sekem-sekeman (en Madurais), burikit (sur Seram), rumput siglap (en malais), damong-alat, barit-baritan (en tagalog), malakuwerdas(Pangasinan), ya-nuannoi en (thaï).

## Description
Zoysia matrella forme de vastes tapis verts veloutés, se propageant vigoureusement par stolons, ou occasionnellement par rhizomes une fois établis. Zoysia matrella pousse à ras du sol, préférant les terres sablonneuses où les autres graminées s'établissent mal. Les tiges sont minces et prostrées, mesurant de 5 à 25 cm de long. 

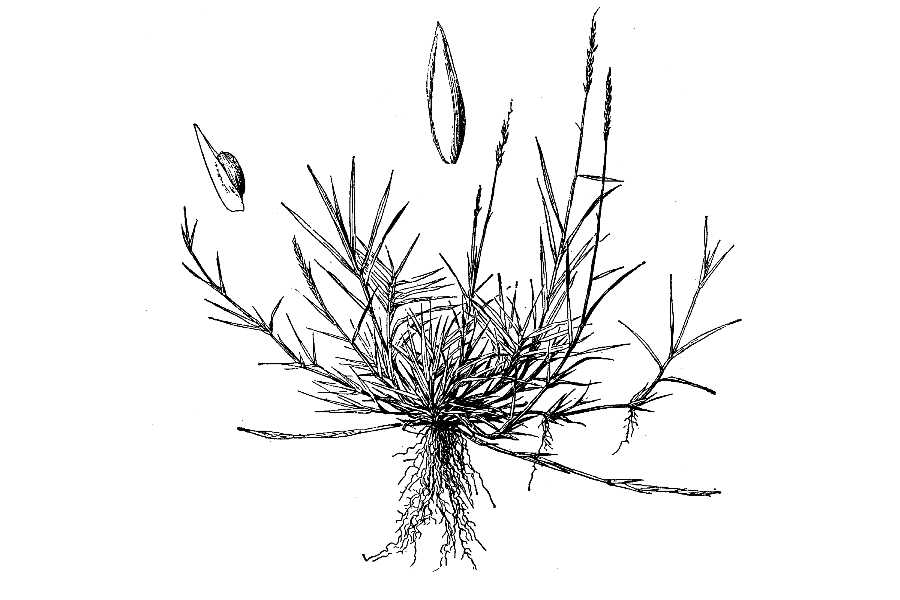
Zoysia matrella dessin au trait

Les feuilles sont alternes, produites à des intervalles de 1,5–3 cm le long de la tige ; elles sont minces, 2–10 cm de long et 1–3 mm de large. Les fleurs sont verdâtres, produites sur des racèmes dressés de 6–35 mm de long avec une seule fleur de 2–3,5 mm dans chaque épillet.
On peut distinguer deux variétés :
- Zoysia matrella var. matrelle
- Zoysia matrella var. pacifica Goudswaard (Syn Z. tenuifolia[4])

## Habitat
Elle est présente au sud du Japon (îles Ryukyu), à Taiwan et au sud de la Chine (Guangdong, Hainan), en Thaïlande, en Indonésie, en Malaisie et dans les Philippines jusqu'au nord de l'Australie (nord-est du Queensland), et à l'ouest jusqu'aux îles Cocos dans l'est de l'océan Indien.

## Liens annexes
- Zoysia matrella sut Pl@ntUse
- Zoysia matrella sur Tropicos